# Valdemanzanas
Valdemanzanas es una localidad del municipio leonés de Santa Colomba de Somoza, en la Comunidad Autónoma de Castilla y León. 
La iglesia está dedicada a La Purificación.

## Localidades limítrofes
Confina con las siguientes localidades:
- Al norte con Rabanal del Camino.
- Al noreste con Santa Marina de Somoza y Turienzo de los Caballeros.
- Al este con Santa Colomba de Somoza y Tabladillo.
- Al suroeste con Lucillo.
- Al oeste con Villar de Ciervos.
- Al noroeste con Andiñuela.

## Demografía
Evolución de la población
| Gráfica de evolución demográfica de Valdemanzanas entre 2000 y 2017 |
|                                                                     |
| Población de derecho (2000-2017) según el padrón municipal del INE  |

## Historia
Así se describe a Valdemanzanas en el tomo XV del Diccionario geográfico-estadístico-histórico de España y sus posesiones de Ultramar, obra impulsada por Pascual Madoz a mediados del siglo XIX:

Lugar en la provincia de León (10 leguas), partido judicial y diócesis de Astorga (3), audiencia territorial y capitanía general de Valladolid (28), ayuntamiento de Santa Colomba de la Somoza. Situado a la falda de una sierra; su clima es frío; sus enfermedades más comunes fiebres gástricas e intermitentes. Tiene 26 casas; iglesia parroquial (Santa María) servida por un cura de ingreso y presentación de dos voces mixtas; y una fuente de buenas aguas, sin contar dos más que hay en el término, de las que una se halla algo cargada de partículas de hierro y ácido carbónico. Confina con Turienzo de los Caballeros, Villardeciervos, Lucillo y Santa Colomba. El terreno es de mala calidad, y le fertilizan el sobrante de las aguas de una fuente llamada Fonfría. Los caminos son locales; recibe la correspondencia de Astorga. Producciones: centeno, algún lino y legumbres, patatas y pastos; cría ganados, con especialidad vacuno, y caza de perdices y gamos. Industria: 2 molinos harineros de invierno y la arriería. Población: 30 vecinos, 127 almas. Contribución: con el ayuntamiento.
Diccionario geográfico-estadístico-histórico de España y sus posesiones de Ultramar